# Richard Friedrich Reuter
Richard Paul Friedrich Reuter (* 6. Mai 1861 in Chemnitz; † 12. Mai 1942 in Dresden) war ein deutscher Architekt des Historismus, wobei er den neoromanischen Baustil bevorzugte. Er hat einige Bauten in Dresden und mehrere evangelische Kirchengebäude in Sachsen entworfen und ausgeführt.
Nach seinem Architekturstudium in Dresden arbeitete er im Architekturbüro Giese & Weidner und von 1886 bis 1888 bei Arwed Roßbach (1844–1902) in Leipzig.
Von 1889 bis 1893 hatte er ein gemeinsames Architekturbüro mit dem Architekten Theodor Fischer (1962–1938) in Dresden. Er unternahm mehrere Studienreisen nach Italien.
Er starb 1942 in Dresden, seine Urne wurde auf dem Urnenhain in Dresden-Tolkewitz beigesetzt.

## Bauten (Auswahl)

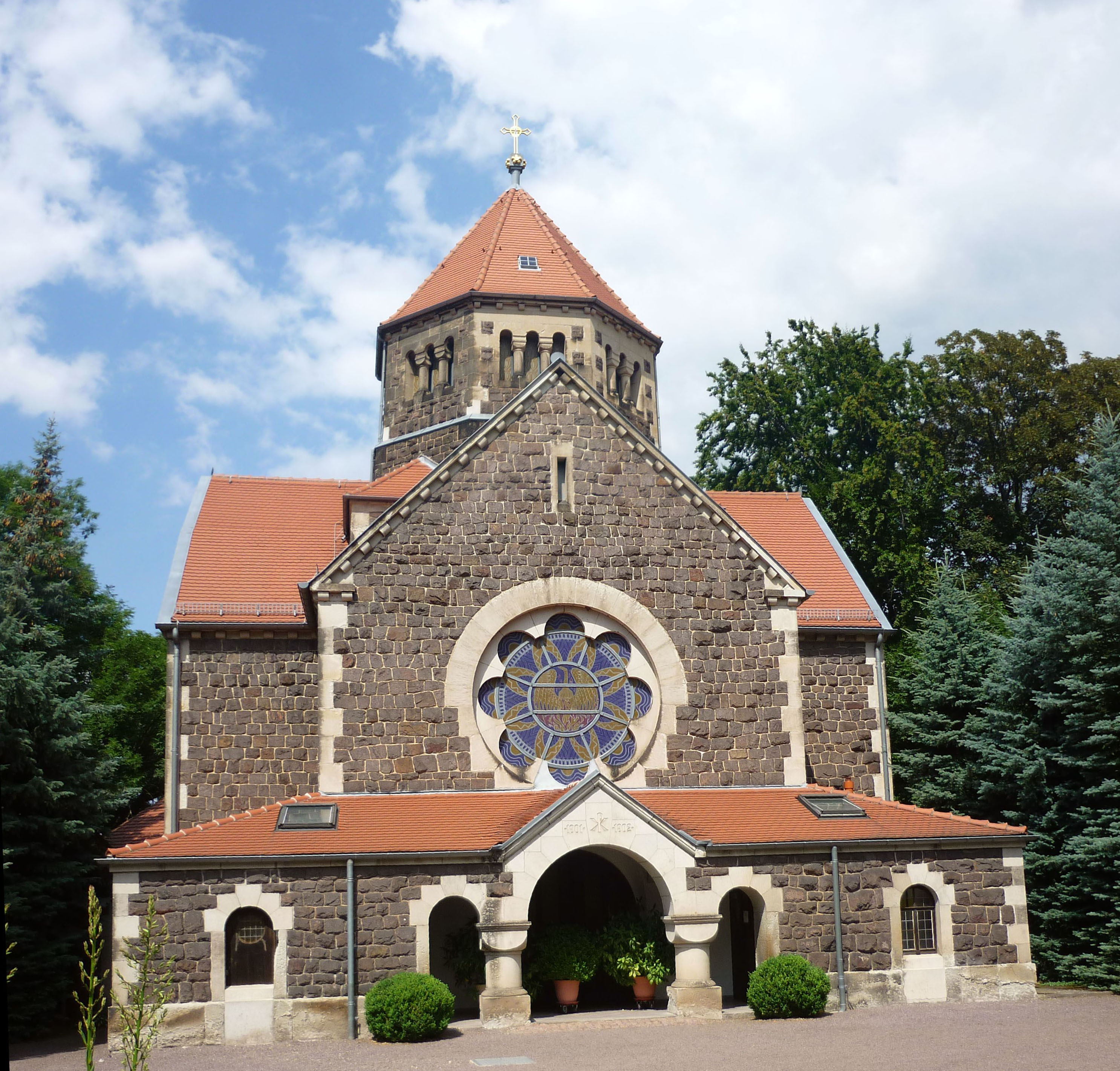
Johanniskapelle auf dem Friedhof in Freital-Schweinsdorf

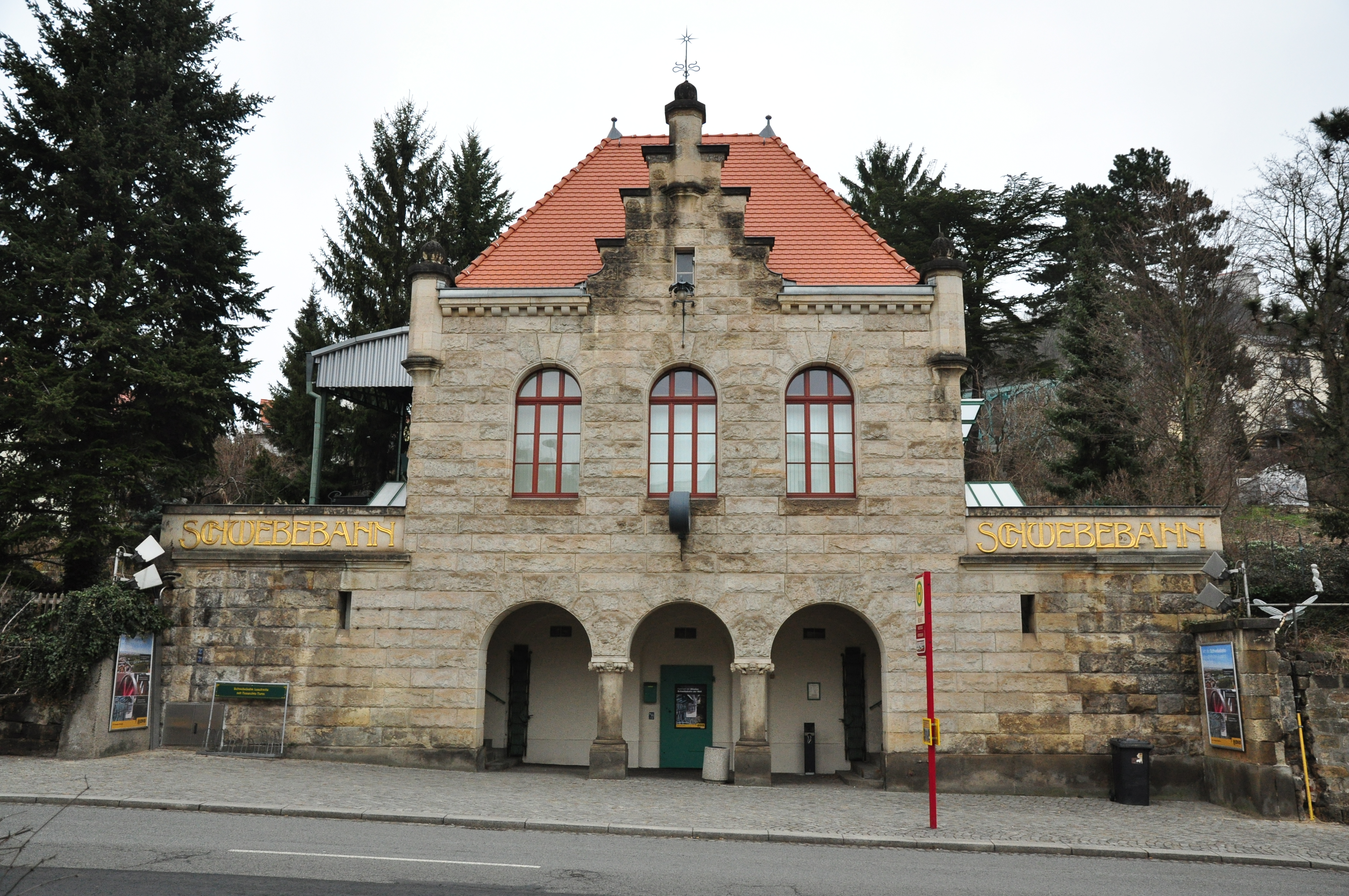
Talstation der Schwebebahn in Dresden

- Friedhofskapelle des Leubener Friedhofs (1891)
- Friedhofskapelle des Loschwitzer Friedhofs (1893)
- Luisenhof Dresden (1895)
- Martin-Luther-Kirche Cunersdorf (1896)
- Johanneskirche Albernau (1896/97)
- Christuskirche Beierfeld (1897/98)
- Kirche Niederwiesa (1897/98)
- Kirche Neundorf (1899/1900)
- Hoffnungskirche in Freital-Hainsberg (1900/01)
- Johanniskapelle in Freital-Deuben (1901)
- Berg- und Talstation der Schwebebahn Dresden (1898/1901)
- Bauten des „Japanischen Gartens“ auf der internationalen Gartenbauausstellung in Dresden (1907)

sowie zahlreiche Bauten in Dresden-Loschwitz